# Бирюков, Николай Иванович (генерал)
Никола́й Ива́нович Бирюко́в (6 декабря 1901, село Княжая Байгора, Тамбовская губерния — 30 июня 1980, Москва) — советский военный деятель, Генерал-лейтенант (19 апреля 1945 года). Герой Советского Союза (28 апреля 1945 года).

## Биография
Родился в крестьянской семье 6 декабря 1901 года в селе Княжая Байгора Липецкого уезда Тамбовской губернии (ныне — Грязинского района Липецкой области).
Получил неполное среднее образование, после чего работал в издательстве в Петрограде.

### Гражданская война
В марте 1920 года призван в ряды РККА и направлен красноармейцем сначала в 32-й запасной, а затем в 20-й стрелковый полк в составе Московского военного округа.
В декабре 1920 года направлен на учёбу на 27-е Орловские пехотно-пулемётные курсы, в составе которых в 1921 году участвовал в подавлении восстания крестьян в Тамбовской губернии под руководством А. С. Антонова.

### Межвоенное время
С сентября 1922 года служил в составе 56-го стрелкового полка 19-й стрелковой дивизии Московского военного округа на должностях командира отделения, старшины роты, командира взвода, адъютанта батальона, помощника командира и командира роты.
В 1925 году вступил в ряды ВКП(б).
С октября 1925 года служил в 165-м стрелковом полку (55-я стрелковая дивизия) на должностях командира роты и батальона. В октябре 1926 года направлен на учёбу на повторные курсы комсостава Московской пехотной школы МВО, которые закончил в августе 1927 года.
В ноябре 1930 года направлен на учёбу на курсы усовершенствования комсостава «Выстрел», после окончания которых в июне 1931 года назначен на должность помощника начальника 4-го сектора 1-го отдела, затем — на должность помощника начальник этого отдела Командного управления Главного управления РККА, а в феврале 1935 года — на должность командира 219-го стрелкового полка (73-я стрелковая дивизия, Сибирский военный округ). Вскоре принял участие в Гражданской войне в Испании.
В феврале 1939 года назначен на должность командира 186-й стрелковой дивизии в составе Уральского военного округа.

### Великая Отечественная война
В начале войны 186-я стрелковая дивизия под командованием Н. Бирюкова была передислоцирована в район Полоцка и включена в состав 22-й армии (Западный фронт). В начале июля 1941 года дивизия сначала заняла позиции в Себежском укрепрайоне, затем в связи с продвижением 3-й танковой группы генерал-полковника Гота на Витебск срочно перебрасывалась на другой фланг и занимала позиции по северному берегу р. Западная Двина восточнее Полоцка. 8 июля 39-й мотокорпус 3-й танковой группы дивизия форсировал Западную Двину, прорвал оборону 186-й дивизии и прорвался на Витебск и Городок. 186-я дивизия попала в окружение, вырвалась из него, отступала на Езерище и затем заняла оборону южнее Великих Лук. В ходе Великолукского сражения в конце августа 1941 года дивизия потерпела поражение, в бою 12 сентября командир дивизии генерал-майор Н. Бирюков был ранен, после чего более двух месяцев проходил лечение в госпитале, находившемся в Калинине.
С декабря формировал 214-ю стрелковую дивизию в составе Уральского военного округа, которая в июле 1942 года была передислоцирована под Сталинград, где принимала участие в боях на подступах к Сталинграду, а 22 ноября того же года после прорыва обороны противника перешла в наступление.
23 июня 1943 года назначен на должность командира 20-го гвардейского стрелкового корпуса, а с 3 по 30 июля исполнял должность командира 80-й гвардейской стрелковой дивизии.
20-й гвардейский стрелковый корпус под командованием генерал-майора Н. Бирюкова принимал участие в ходе Белгородско-Харьковской наступательной операции, где отличился при отражении мощного немецкого контрудара под Ахтыркой. Затем участвовал в Битве за Днепр, Кировоградской, Корсунь-Шевченковской, Уманско-Ботошанской, Ясско-Кишинёвской, Будапештской наступательных, Балатонской оборонительной, Венской наступательной операциях.
За отличие при освобождении Будапешта корпусу было присвоено почётное наименование «Будапештский».
Указом Президиума Верховного Совета СССР от 28 апреля 1945 года гвардии генерал-майору Николаю Ивановичу Бирюкову присвоено звание Героя Советского Союза с вручением ордена Ленина и медали «Золотая Звезда» (№ 4970).
Гвардии генерал-лейтенант Н. Бирюков был назначен командиром сводного полка от 3-го Украинского фронта на Параде Победы 24 июня 1945 года.

### Послевоенная карьера
После окончания войны продолжил командовать корпусом.
В марте 1946 года направлен на учёбу на Высшие академические курсы при Высшей военной академии им. К. Е. Ворошилова, после окончания которых в январе 1947 года назначен на должность начальника инспекции Главного управления кадров ВС СССР, а в октябре — на должность начальника Управления общевойсковых кадров Главного управления кадров ВС СССР.
В июле 1953 года вышел в отставку. Умер 30 июня 1980 года в Москве. Похоронен на Кунцевском кладбище.

## Семья
Старший сын — Бирюков Владилен Николаевич. Участник Великой Отечественной войны.
Младший сын — Бирюков, Анатолий Николаевич (1939—1979) — серийный убийца.

## Воинские звания
- Майор (24 декабря 1935)
- Полковник (22 февраля 1938)
- Комбриг (4 ноября 1939)
- Генерал-майор (4 июня 1940)
- Генерал-лейтенант (19 апреля 1945)

## Награды
- Медаль «Золотая Звезда» Героя Советского Союза (28.04.1945);
- Два ордена Ленина (21.02.1945; 28.04.1945);
- Четыре ордена Красного Знамени (02.03.1938; 14.02.1943; 03.11.1944; 19.11.1951);
- Два ордена Суворова 2 степени (13.09.1944; 29.06.1945);
- Орден Кутузова 2 степени (10.01.1944);
- Орден «Знак Почёта» (22.02.1938);
- Медали;

### Иностранные награды
- Орден «Легион почёта» (США) (1945).
- Орден Заслуг Венгерской Народной Республики (ВНР)

Почётные звания:
- Почётный гражданин города Ахтырка (Сумская область, Украина);
- Почётный гражданин города Оргеев (Молдавия);
- Почётный гражданин посёлка городского типа Котельва (Полтавская область, Украина).

## Память
- В честь Николая Бирюкова названа улица в Ялте.
- Имя «Николай Бирюков» было присвоено прогулочному теплоходу типа «Радуга».

## Сочинения
- Бирюков Н. И. 200 дней в боях. — Волгоград, 1963.
- Бирюков Н. И. Трудная наука побеждать / Лит. редакция Н. С. Винокурова. — М.: Воениздат, 1968. — С. 272. — (Военные мемуары). — 100 000 экз.
- Бирюков Н. И. На огненных рубежах: 214-я Кременчугско-Александрийская стрелковая дивизия. — Уфа: Башкнигоиздат, 1969. — 192 с.
  -  — 2-е изд. — Волгоград: Нижне-Волжское кн. изд-во, 1972. — 255 с.
- Бирюков Н. И.. Дни и ночи. // Битва за Сталинград. 4-е издание — Волгоград: Нижне-Волжское книжное издание, 1973. — С.460—465.
- Бирюков Н. И. На подступах к Будапешту. // «Военно-исторический журнал». — 1965. — № 3. — С.87—94.